# La ciutat captiva
 La ciutat captiva  (original: The Captive City) és una pel·lícula policíaca estatunidenca dirigida per Robert Wise, estrenada el 1952. Ha estat doblada al català.

## Argument[2]
El periodista Jim Austin prepara el seu testimoni davant del Comitè, i la història retrocedeix als esdeveniments que conduïen a que testifiqui.
El cap Murray Sirak té tota la policia de la petita ciutat d'Austin sota el seu control. Sirak rep les seves ordres d'un "intocable" i ocult Mister Big.
Austin ha d'investigar la corrupció després que Clyde Nelson, un detectiu privat local, que treballa en un aparentment inofensiu cas de divorci, descobreix l'existència d'una gran trama que opera amb el consentiment de la policia local, i els elements respectables de la comunitat. Nelson mor en el que sembla un accident.

## Repartiment
- John Forsythe: Jim T. Austin
- Joan Camden: Marge Austin
- Harold J. Kennedy: Don Carey
- Marjorie Crossland: Sra. Margaret Sirak
- Victor Sutherland: Murray Sirak
- Ray Teal: Chef Gillette
- Martin Milner: Phil Harding
- Geraldine Hall: Sra. Nelson
- Hal K. Dawson: Clyde Nelson
- Ian Wolfe: Reverend Nash
- Gladys Hurlbut: Linda Percy
- Jess Kirkpatrick: Anderson
- Paul Newlan: Krug
- Frances Morris: Sra. Harding
- Paul Brinegar: sergent de policia
- Patricia Goldwater: Sally Carey
- Robert Gorrell: Joe Berg
- Glenn Judd: Coverly
- William C. Miller: Coronel
- Charles Waggenheim: home al telèfon
- Vic Romito: Dominick Fabretti
- Charles Regan: Gàngster

## Al voltant de la pel·lícula
Va ser el primer film d'Aspen Productions, una companyia pertanyent a R. Wise i Mark Robson.